# Samuel Wesley
Pour les articles homonymes, voir Samuel Wesley (poète) et Wesley.
Samuel Wesley, né le 24 février 1766 à Bristol, en Angleterre, décédé à Londres le 11 octobre 1837, est un organiste et compositeur anglais.

## Biographie
Né à Bristol, il est le fils du méthodiste Charles Wesley, petit-fils du révérend Samuel Wesley et neveu de John Wesley fondateur du mouvement méthodiste. Il est également le père de l’organiste Samuel Sebastian Wesley (1810-1876).
Contemporain de Mozart et enfant prodige comme lui, il est surnommé le Mozart anglais.

## Œuvre
Samuel Wesley laisse un catalogue d'environ 430 œuvres. Notamment :
- Ruth, oratorio (1774) — il a huit ans
- The Death of Abel, oratorio (1799)
- Symphonie en si majeur (1802)
- 12 Voluntaries for the Organ, op. 6 (Londres, 1805-1818).